# Nicolas Pietkin

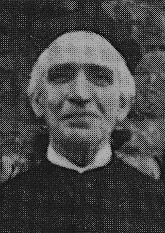
Nicolas Pietkin

Nicolas Pietkin (* 6. Dezember 1849 in Malmedy; † 9. Januar 1921 ebenda) war ein belgischer Priester und wallonischer Aktivist.

## Leben
Durch den Wiener Kongress wurde das Gebiet der Reichsabtei Stablo-Malmedy in zwei Teile geschnitten, wobei die Grenzen der Diözesen Lüttich und Köln als Trennlinie genommen wurden. Anfangs hatten die Wallonen von Malmedy, das nun zu Preußen gehörte, große Freiheiten in Bezug auf Sprache und Religion. Pietkin besuchte die Oberschulen von Malmedy und Neuss und studierte Theologie an der Universität Bonn. Er wurde 1875 in Köln zum Priester geweiht.
Um den Auswirkungen des von Otto von Bismarck ausgelösten Kulturkampfs zu entgehen, zog er sich aus der preußischen Wallonie zurück und arbeitete als Hauslehrer in verschiedenen Familien in Belgien und Frankreich. Später beschloss er, in seine Heimat zurückzukehren, um dort den Erhalt der französischen Sprache zu fördern. Er wurde 1879 vom Kölner Erzbischof zum Prediger in Sourbrodt ernannt, um einen alten Priester zu unterstützen, und er diente zunächst als Prediger  der Kirche, bevor er 1884 als Verwalter der Pfarrgemeinde und 1889 als Priester ernannt wurde.
Wie die anderen Priester der Region hielt er seine Predigten, den Katechismus und die Lieder auf Französisch, um sich der offiziellen Politik der Germanisierung zu widersetzen, ohne aber seine deutschsprachigen Gemeindemitglieder auszuschließen, insbesondere nicht diejenigen aus dem nahe gelegenen Lager Elsenborn. Als der Druck gegen die französische Sprache stärker wurde, ging er nach Wallonien. Er veröffentlichte 1904 in der Zeitschrift Wallonia de Liège einen Artikel über die Germanisierung der preußischen Wallonie.
Am 10. August 1914, kurz nach dem Ausbruch des Ersten Weltkrieges, wurde er von den Deutschen festgenommen und wegen seiner frankophilen und wallonischen Sympathien mehrere Tage inhaftiert.

## Würdigung

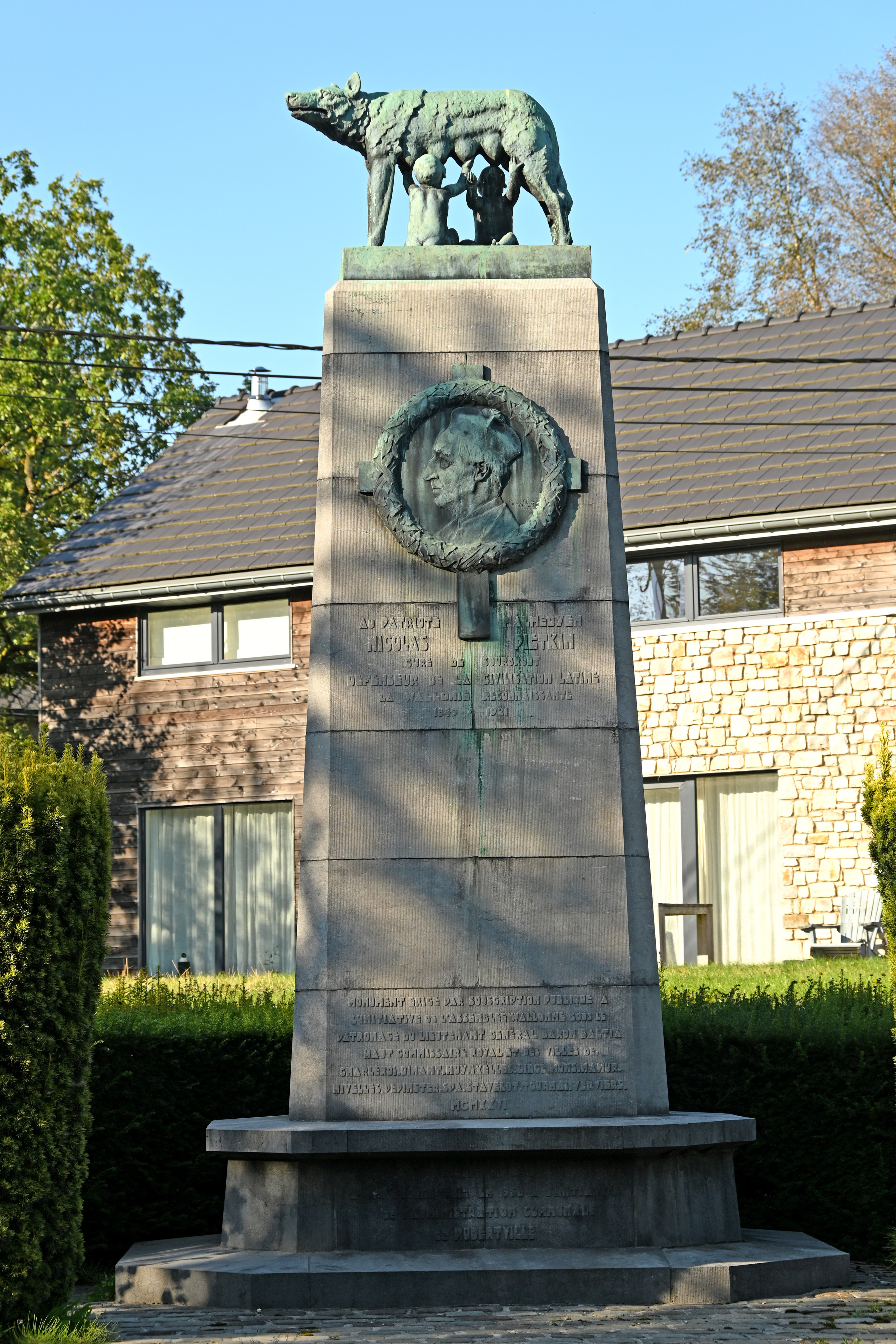
Das Denkmal zur Erinnerung an Nicolas Pietkin in Sourbrodt

Die Assemblée Wallonne beschloss, ein Denkmal für ihn zu errichten, nachdem sie ein Statement mit den folgender Würdigung veröffentlicht hatte:
„Eine Nation, die denjenigen, die sie verteidigt haben, nicht dankt, ist eine sterbende Nation. Aber die Wallonen werden nie vergessen, dass Abbé Pietkin die vom Feind angebotenen Ehrungen und Vorbeugungen abgelehnt hat, um unsere heilige wallonische Sache besser zu verteidigen ... Malmedy, der Geburtsort des verstorbenen Helden, in Übereinstimmung mit dem Die wallonische Versammlung und die wallonische Landesunion bereiten sich darauf vor, den edelsten ihrer Söhne ein Denkmal zu errichten, das ihm würdig ist.“
Das sieben Meter hohe, von Georges Petit gestaltete Denkmal stellt die Löwin mit Romulus und Remus als Symbol der lateinischen Zivilisation dar. Im unteren Teil des Denkmals, geschmückt mit einem Kreuz und umgeben von Eichen- und Lorbeerkränzen zeigt es ein Medaillon von 1 Meter Durchmesser mit Pietkins Gesichtszügen. Die Stele wurde am 3. Oktober 1926 unter großer Anteilnahme eingeweiht. Ein Teil der Geistlichkeit protestierte gegen die Gestaltung des Denkmals und seinen heidnischen Charakter. Auf ein in La Libre Belgique und La Gazette de Liège veröffentlichte Initiative von Pater Toussaint, wurde eine sogar Demonstration gegen die beiden Römer organisiert, die von der Wölfin gesäugt werden, woraufhin mehrere Mitglieder des malmedianischen Klerus zurücktreten.
Während des Zweiten Weltkrieges wurde das Denkmal im Winter 1940 von Nazi-freundlichen Bewohnern der Region beschädigt. Es wurde nach dem Krieg restauriert und 2. Juni 1957 erneut kirchlich eingeweiht.

## Trivia
Die Wirtshäuser und die zunehmende Prostitution am Bahnhof von Sourbrodt missfielen Hochwürden Pietkin, als er von der Kanzel herab mit folgendem Wortspiel vor dem Unsegen der Feldbahn des Truppenübungsplatzes Elsenborn warnte: „C’est le chemin de l’enfer!“ („Das ist die Bahn zur Hölle!“)